# Macroxenus caingangensis
Macroxenus caingangensis är en mångfotingart som först beskrevs av Christoph D. Schubart 1944.  Macroxenus caingangensis ingår i släktet Macroxenus och familjen penseldubbelfotingar. Inga underarter finns listade i Catalogue of Life.